# Braunschweiger Schloss

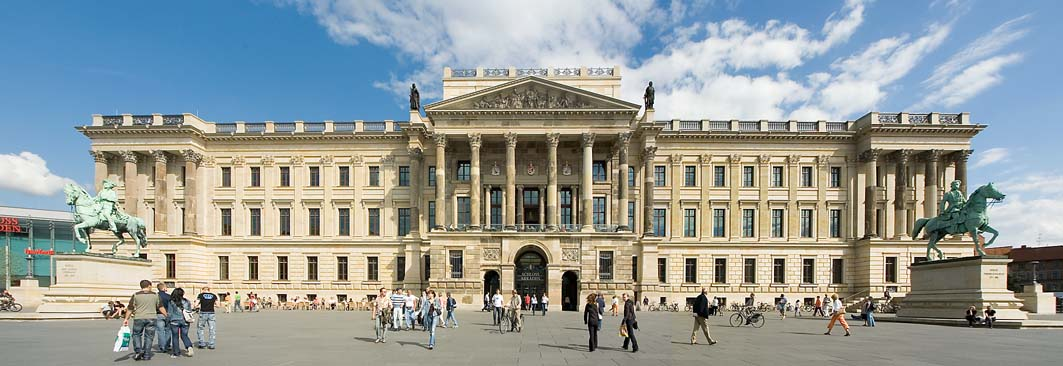
Die rekonstruierte Front des Braunschweiger Schlosses, von Westen gesehen und noch ohne Quadriga. Auf dieser Seite befindet sich der zentraler Eingang zum Einkaufszentrum.

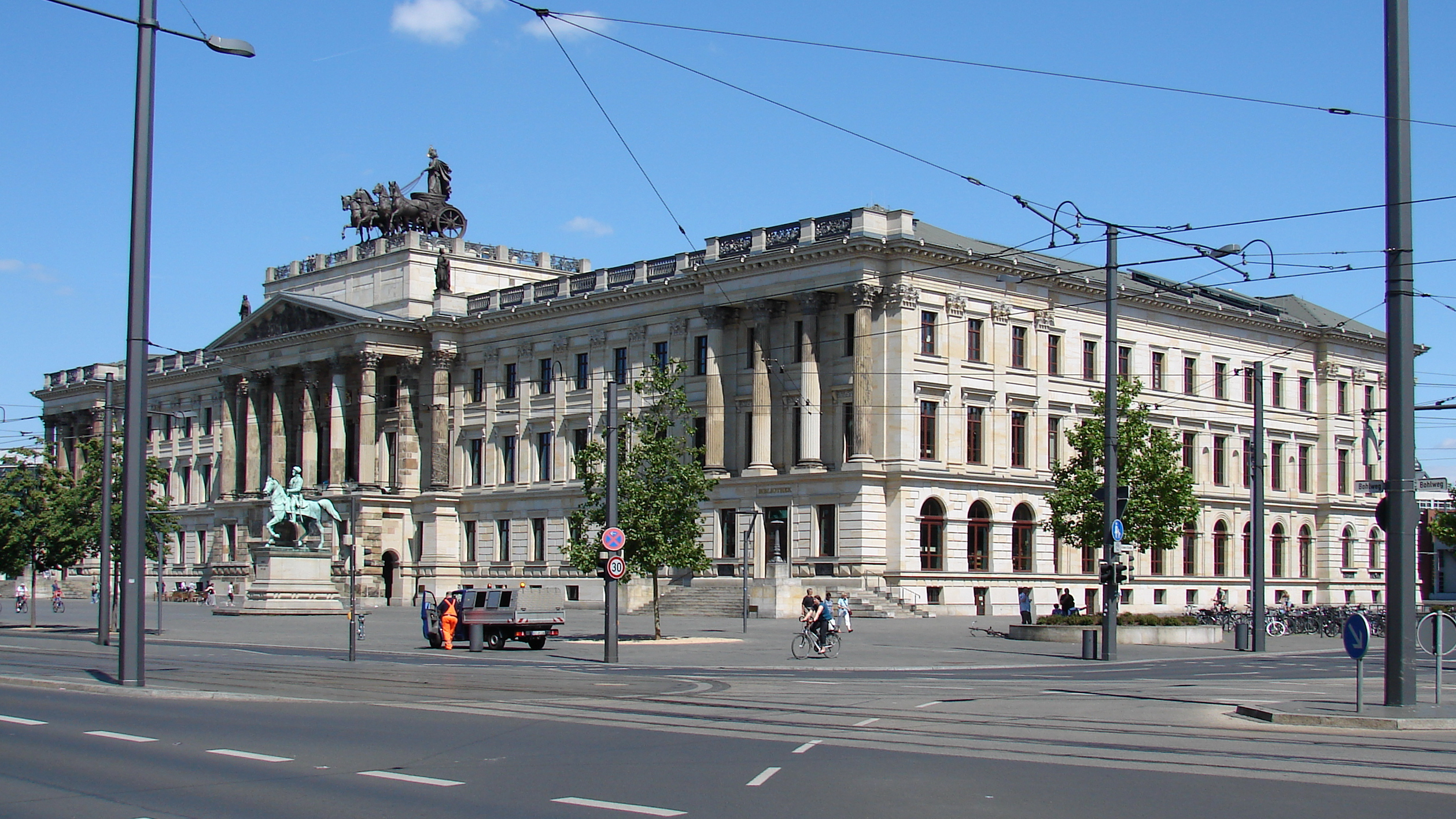
Das Schloss von Südwesten, mit Quadriga

Das Braunschweiger Schloss ist die ehemalige Residenz der Herzöge von Braunschweig am Schlossplatz in Braunschweig. Die klassizistische Dreiflügelanlage wurde 1833 bis 1841 durch Herzog Wilhelm von Carl Theodor Ottmer erbaut. Nach der Beschädigung 1945 und dem Abriss 1960 wurde das Schloss 2005 bis 2007 wiederaufgebaut. Seitdem dient es als Sitz der Schlossarkaden, des Schlossmuseums und der Stadtbibliothek.

## Erster Bau (1717–1830)

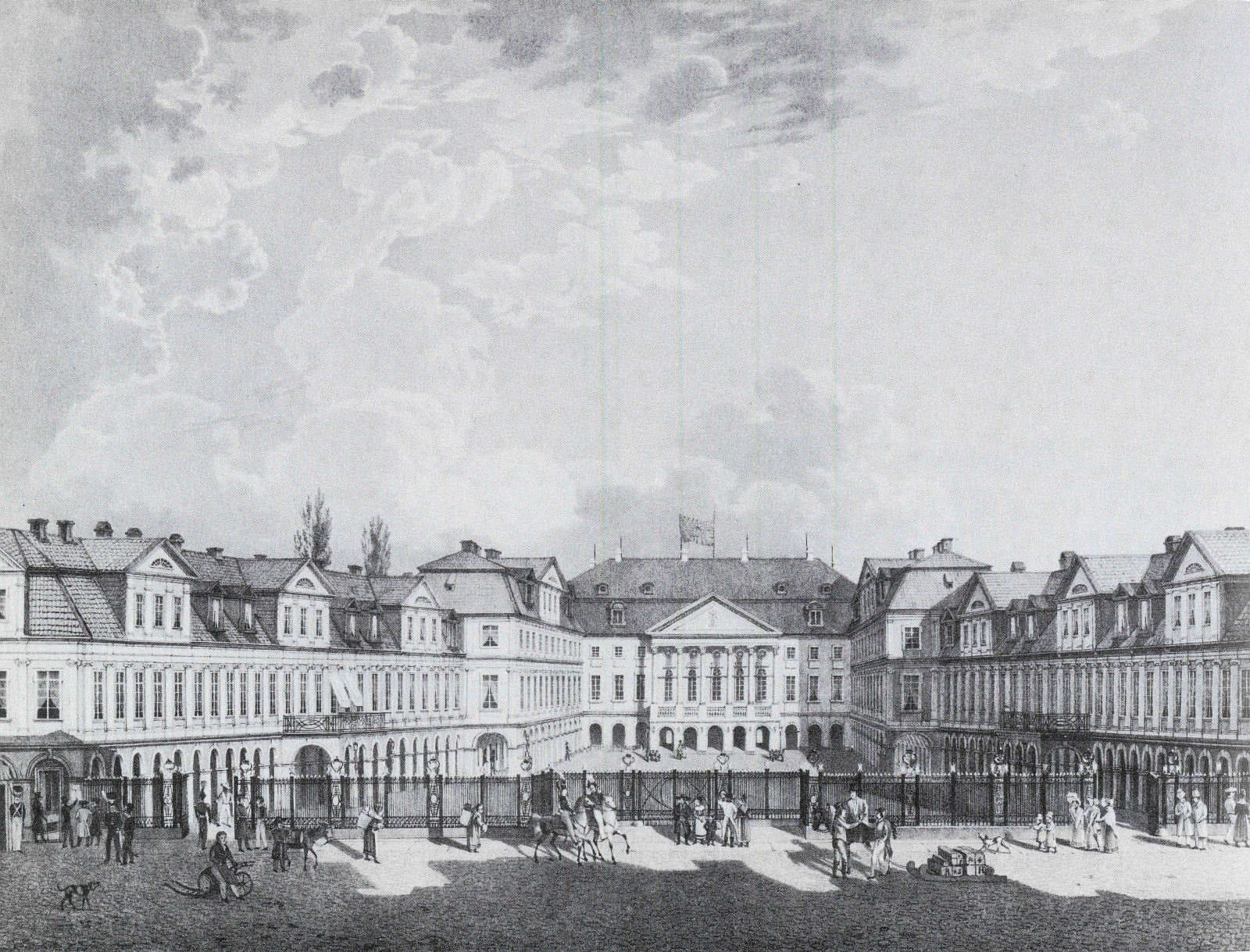
Barocker Bau, nach 1717

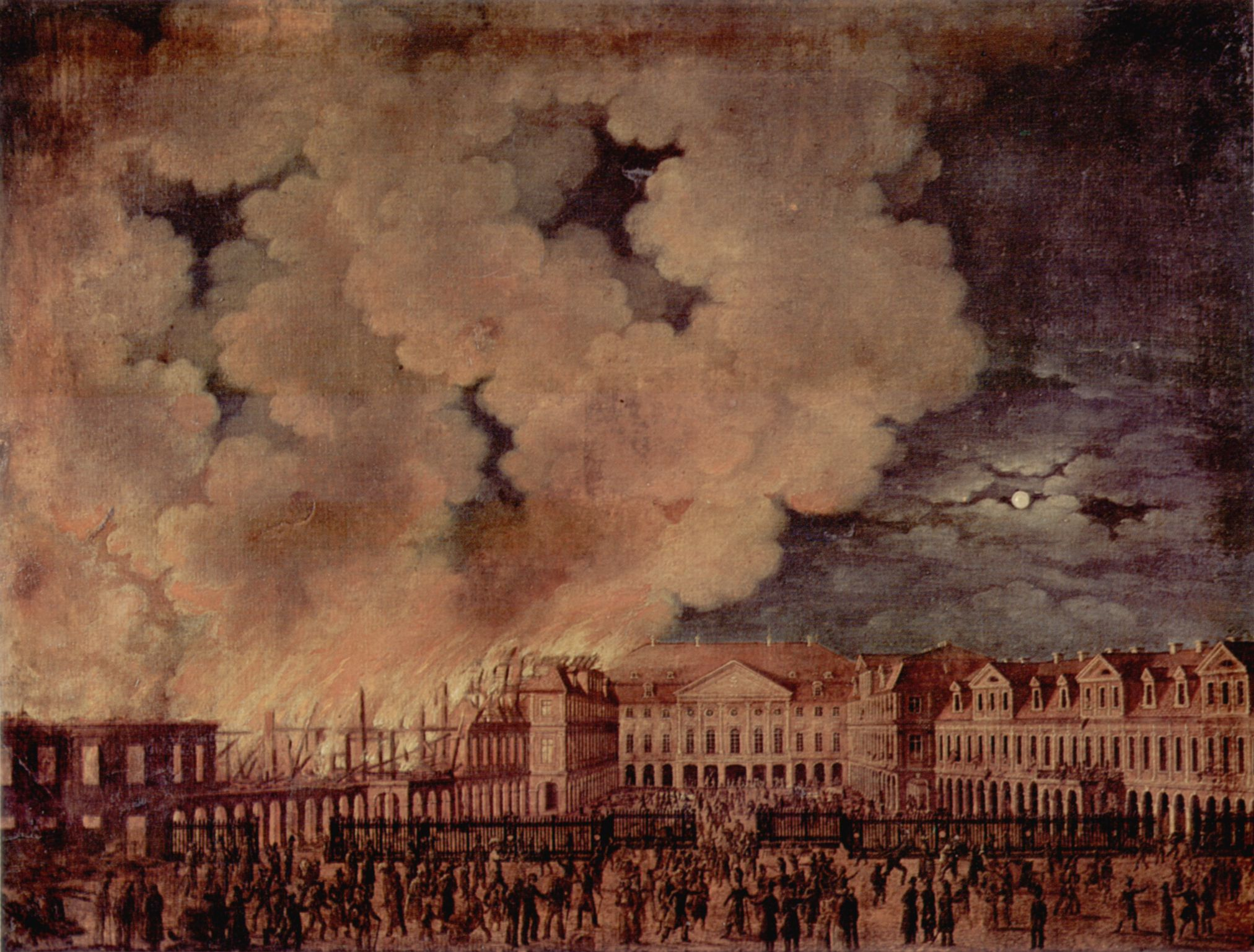
Brand des Schlosses, 1830

An der Stelle, wo unter der Leitung des braunschweigischen Landbaumeisters Hermann Korb ab 1717 das erste Schloss entstand, befand sich seit dem Mittelalter der Stadt- und Wirtschaftshof, die innerstädtische Niederlassung der Zisterziensermönche, aus dem östlich vor den Toren Braunschweigs gelegenen Kloster Riddagshausen. Die Gebäude lagen direkt am Bohlweg in dessen Mitte und erstreckten sich über Höfe in die Geländetiefe. Die Bezeichnung „Grauer Hof“ gaben die Braunschweiger Bürger dem Schlosssaal später wegen der grauen Farbe der Riddagshäuser Mönchskutten. Für den Schlossbau musste noch Fläche von den nördlich benachbarten Eigentümern hinzu erworben werden. Bis 1671, als die Stadt Braunschweig ihre Unabhängigkeit verlor, diente der Wirtschaftshof als Quartier für die Welfen-Herzöge, wenn diese zu Besuch in Braunschweig waren. Bis 1754 lag ihre Residenz in Wolfenbüttel. Erste Planungen für den Neubau der innerstädtischen Nebenresidenz der Herzöge begannen auf Weisung von Herzog August Wilhelm von Braunschweig-Wolfenbüttel unter Baumeister Korb um 1715.
1717 schließlich begannen umfangreiche Neubaumaßnahmen auf dem Gelände des Grauen Hofes. Die alten Klostergebäude wurden abgerissen, und so entstand allmählich die erste Residenz der Herzöge in Braunschweig. Die Fassaden der Seitenflügel wurden aus Fachwerk errichtet (was typisch war für Hermann Korb), die Fassade des jüngeren Mitteltraktes von 1783/1791 vermutlich aus Hilssandstein, auch Lutterer Sandstein genannt, weil er aus der unmittelbaren Umgebung von Lutter am Barenberge stammt. Der Mittelbau (Corps de Logis) verfügte über zwei Geschosse mit Mezzanin, das Erdgeschoss hatte die für Korb typischen gedrückt bogenförmigen Arkaden. Die inneren Seitenflügel (Cour d’Honneur) waren um den U-förmigen Hof angeordnet, die äußeren Flügel trapezartig nach außen erweitert. Die Seitenflügel waren etwa 100 Meter lang und der Kopfbau mit den Staatssälen etwa 50 Meter. Mit den Außenflügeln öffnete sich das Schloss der Stadt. Diese typisch französische Gestaltung endete hart am Bohlweg, es hatte keinen eigentlich dazugehörenden, gegenüberliegenden Ehrenhof. Erst Peter Joseph Krahe versuchte – vergeblich – im Jahre 1811, als der „Graue Hof“ eine Nebenresidenz des Königs von Westphalen war, den Bau eines solchen Ehrenhofes durchzusetzen.
Während der Regierungszeit Herzog August Wilhelms wurden 1724 die inneren Flügel mit der Kapelle fertiggestellt. In den 1730er Jahren wurden die Arbeiten am inneren Südflügel beendet. Die Arbeiten am Mittelbau waren damals noch nicht abgeschlossen. So musste das Gebäude zunächst durch ein Notdach geschützt werden. Unter dem neuen Bauleiter Martin Peltier de Belfort wurde von 1752 bis 1754 der äußere Nordflügel nach den Plänen des bereits 1735 verstorbenen Korb ausgeführt. Obwohl das Schloss 1753 noch nicht fertiggestellt war, wurde die Residenz nach Braunschweig verlegt. Erst 1790 während der Regierung Herzog Karl Wilhelm Ferdinands wurde sie mit dem massiven Mittelbau unter Leitung der Hofbaumeister Christian Gottlob Langwagen und Wilhelm von Gebhardi in reinem Klassizismus zwischen 1783 und 1791 vollendet. Während der Besetzung und Annexion von Stadt und Herzogtum Braunschweig durch die Truppen Napoléons I. zwischen 1806 und 1813 (siehe Département Oker) gestaltete Peter Joseph Krahe schließlich das Gebäude für Jérôme Bonaparte, dem Bruder Napoléons und König des neu geschaffenen Königreiches Westphalen, zu dem Braunschweig seit 1807 gehörte, im Empire-Stil zur königlichen Winterresidenz um. Sowohl seine Blütezeit als auch seinen Untergang erlebte das Schloss unter Herzog Karl II.
Am 7. September 1830 kam es zu einer Revolution in Braunschweig. Bürger und Landstände der Stadt und des Herzogtums rebellierten gegen Herzog Karl II., den sie später wegen seines sagenhaften, durch Spekulation erworbenen Reichtums „Diamantenherzog“ nannten. Im Zuge dieser Revolution stürmte eine aufgebrachte Menschenmenge zunächst das prächtig umzäunte Gelände der Residenz und anschließend das Schloss, um es zu plündern und niederzubrennen. Ohne dass dabei die Wachtruppe eingriff und ohne dass das in der Nähe befindliche Wohngebäude in Mitleidenschaft gezogen wurde, brannte das Schloss in der Nacht auf den 8. September 1830 im Bereich von Nordflügel und Mitteltrakt bis auf die Grundmauern nieder, der Südflügel war nur beschädigt worden. Herzog Karl II. floh am selben Abend aus Braunschweig und kehrte nie wieder zurück. Auf Bitte des Braunschweiger Magistrats, der anstelle des untätigen Staatsministeriums handelte, folgte ihm zwei Tage später sein Bruder Wilhelm als Regent. Karl sanktionierte dies am 20. September in der Hoffnung, wieder zurückkehren zu können. Nachdem der Deutsche Bundestag Wilhelm am 2. Dezember anerkannt hatte und Karl im Februar 1831 für regierungsunfähig erklärt worden war, huldigten am 25. April 1831 die Landstände Wilhelm als Herzog von Braunschweig. Er regierte bis zu seinem Tod am 18. Oktober 1884.

## Zweiter Bau (1841–1960)

### Residenz und Museum

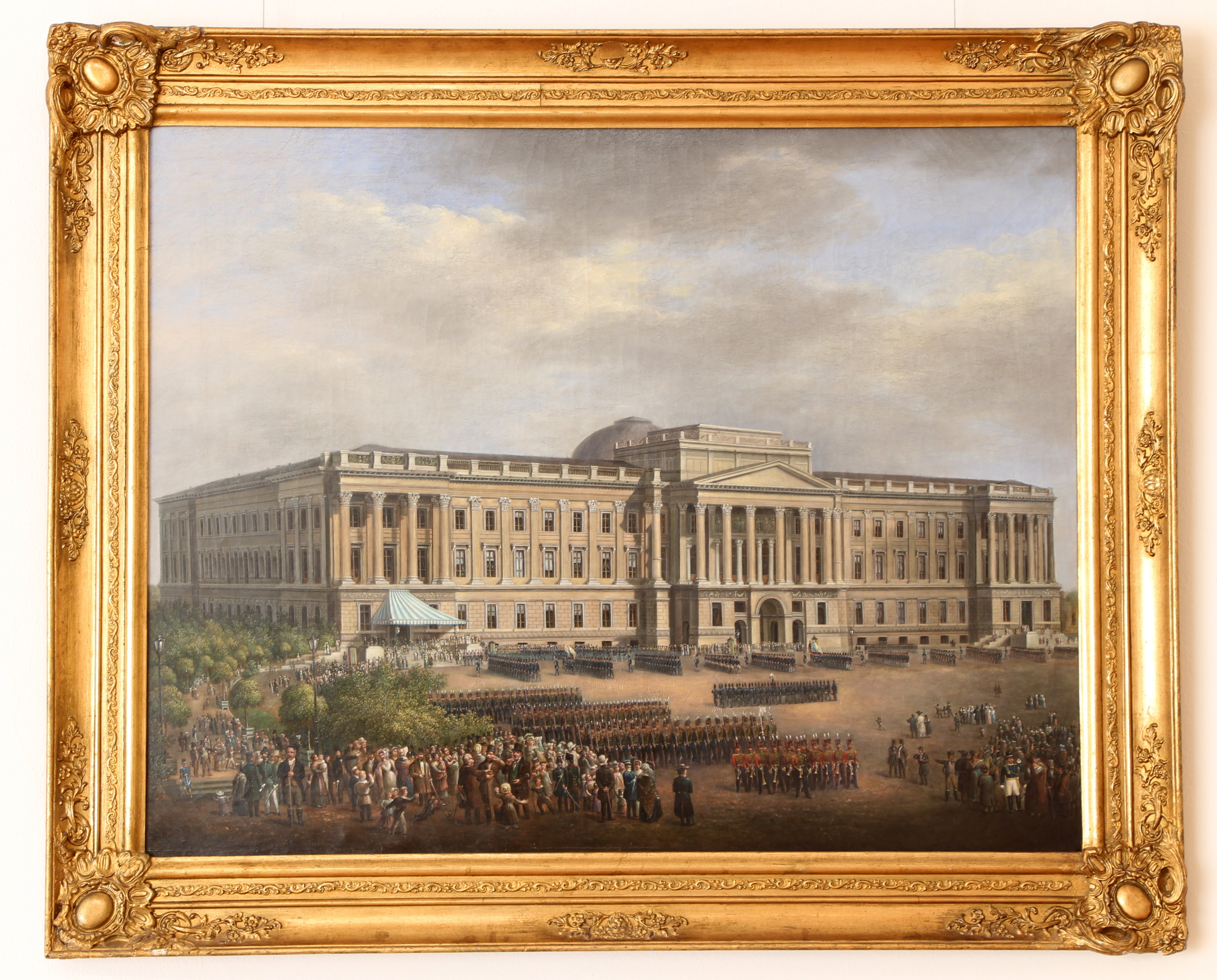
Klassizistischer Bau, nach 1841

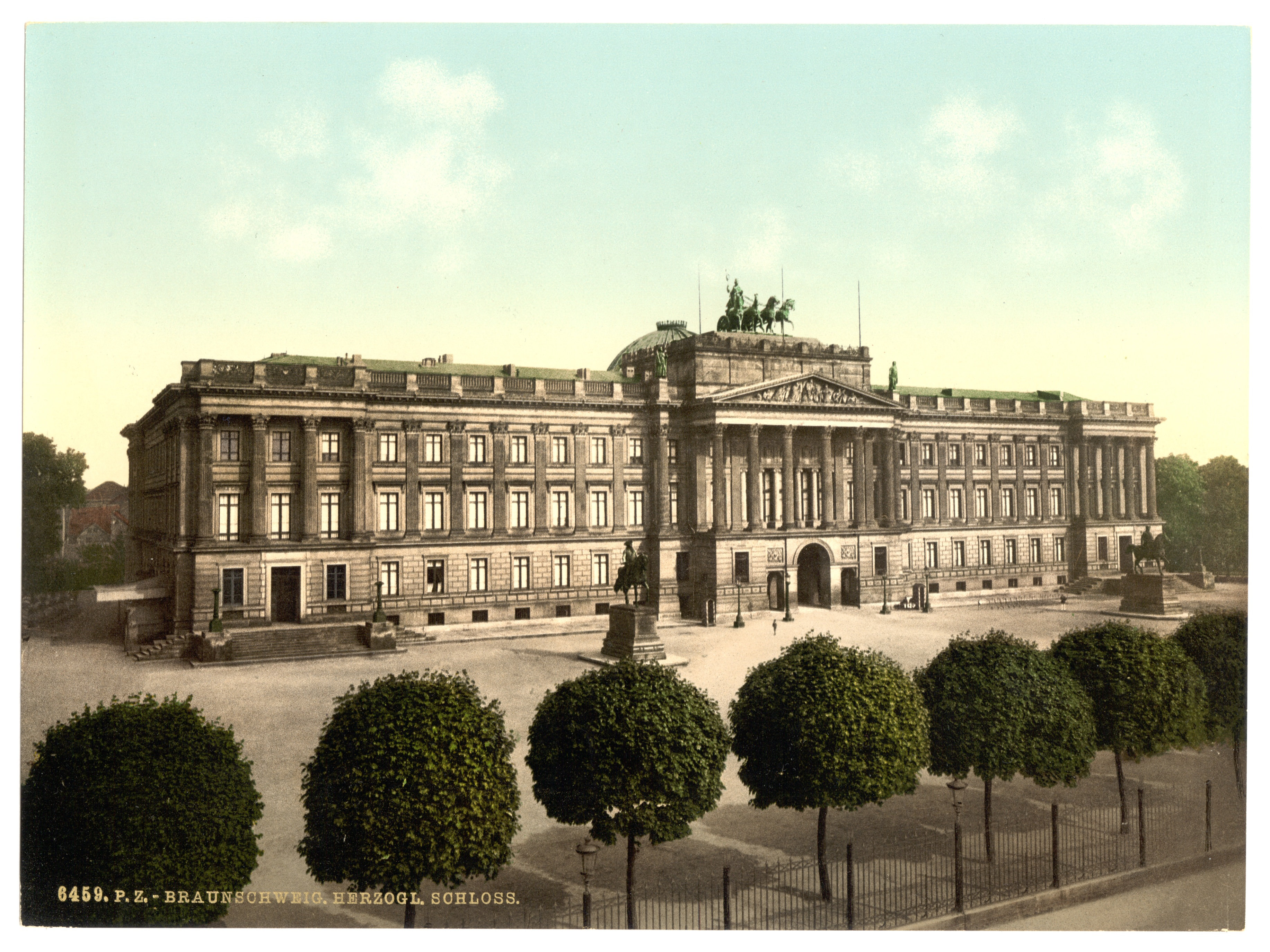
Ansicht des Schlosses, um 1900

Der braunschweigische Hofbaumeister Carl Theodor Ottmer, der im Umfeld Karl Friedrich Schinkels in Berlin ausgebildet worden war, erhielt nun den Auftrag, ein neues Schloss zu planen und zu bauen. Am 15. Mai 1831 war die Annahme der Baupläne, und am 23. Juni desselben Jahres erfolgte der erste Spatenstich. Am 26. März 1833 wurde der Grundstein für diesen Neubau gelegt. Der mit der Front nach Westen ausgerichtete, dreiflügelige, U-förmige Bau fand im Dezember 1837 einen ersten Abschluss mit der Vollendung der herzoglichen Privaträume im Nordflügel. Zwischen 1838 und 1841 wurden die Repräsentationsräume im Haupt- und Südflügel fertiggestellt, so dass das Gesamtgebäude am 21. März 1841 vollendet und mit einer Theateraufführung im Südflügel eingeweiht wurde. Als Gesamtanlage blieb das Schloss allerdings ein Torso, da Herzog Wilhelm 1839 den weiteren Ausbau untersagt hatte. Es entfielen die dreireihigen Kolonnaden in Form von zwei Viertelbogen seitlich des großen Schlossplatzes als Verbindung mit dem Bohlweg, und die kleinen zweireihigen Säulengänge rings um den ostwärts gelegenen Schlossgarten. Auch viele Teile der Bauornamentik der Westseite und die Quadriga auf dem Schloss kamen nicht mehr zur Ausführung. Im Gedenken an seinen Erbauer, der 1843 verstarb, wird das Braunschweiger Schloss auch „Ottmer-Schloss“ genannt. Ein erneuter Brand in der Nacht des 24. Februar 1865, verursacht durch einen technischen Defekt, zerstörte den Nordtrakt und den nordwestlichen Teil des Hauptgebäudes. Bis 1868 rekonstruierte Baumeister Carl Wolf mit Unterstützung von Constantin Uhde das klassizistische Schloss nach den ursprünglichen Entwürfen Ottmers. Im Jahr 1874 wurden auf dem Schlossplatz Reiterstandbilder der Herzöge Karl Wilhelm Ferdinand und Friedrich Wilhelm aufgestellt.
Als Wilhelm, der braunschweigische Welfen-Herzog, am 18. Oktober 1884 ohne legitimen Erben starb, fiel die Regierung Braunschweigs zunächst an den vertretenden Thronrat aus drei leitenden Ministern des Staatsministeriums und vom 21. Oktober 1885 an einen auswärtigen Regenten. Da das Kaiserreich und auch Preußen die „Bundestreue“ des rechtmäßigen Erben, Kronprinz Ernst-August von Hannover, nicht gewährleistet sahen, sollte er in Braunschweig das Erbe der Nebenlinie antreten. Denn Ernst August hielt weiterhin seinen Anspruch auf das ehemalige Königreich Hannover aufrecht, das 1866 durch Preußen nach dem verlorenen österreichisch-preußischen Krieg annektiert worden war. Hannover hatte auf der Seite Österreichs gestanden. So residierten als Regenten zunächst Albrecht von Preußen bis zu seinem Tode am 13. September 1906 und anschließend vom 28. Mai 1907 an Johann Albrecht zu Mecklenburg bis zum 1. November 1913 im Schloss. Erst durch die Heirat von Herzog Ernst August III. mit Prinzessin Viktoria Luise von Preußen, der Tochter Kaiser Wilhelms II., und durch die damit verbundene Aussöhnung zwischen Hohenzollern und Welfen bestieg am 1. November 1913 noch einmal ein Welfe den Braunschweiger Thron und zog in das Braunschweiger Residenzschloss ein.
Das Gebäude selbst blieb in dieser Zeit unverändert erhalten und war bis zum 8. November 1918 Sitz des Hauses Braunschweig-Lüneburg. In Folge der Ausbreitung der Novemberrevolution auch in Braunschweig wurde Herzog Ernst-August an jenem Tag zur Abdankung gezwungen. Er übergab die Regierungsgeschäfte an den Arbeiter- und Soldatenrat mit dem Spartakisten August Merges an der Spitze und verließ Braunschweig kurz darauf mit seiner Familie, um zunächst nach Karlsruhe zu gelangen und von dort aus ins österreichische Exil nach Gmunden. Daraufhin wurde das ehemalige Residenzschloss zunächst Hauptquartier des Arbeiter- und Soldatenrats. Ab Frühjahr 1919 wurden die als nutzlos und wenig wertvoll erachteten Einrichtungsgegenstände sowie das Mobiliar bis zum Sommer 1922 verkauft. Die Abgabe an braunschweigische Landesstellen bis zur „Gesandtschaft in Berlin“ zog sich bis Ende 1919 hin. Einiges war in der Zeit des Hauptquartiers des Arbeiter- und Soldatenrates auch gestohlen worden. Am 7. März 1920 wurde das erste Museum im Schloss eingerichtet, in dem die wertvollsten Ausstattungsstücke der vormaligen herzoglichen Herrschaft verwahrt werden sollten. Durch den Ausgleich von 1925 mit dem vormaligen Herzogshaus gingen 1926 zusätzlich kostbares Mobiliar und fast alle Gemälde in das Schloss Richmond und nach Schloss Blankenburg und somit in den Besitz der Welfen über.
Neben der Nutzung der 1. nordwestlichen Etage als Schlossmuseum enthielt das Gebäude auch im Großen Festsaal das „Kleine Haus“ des Braunschweigischen Staatstheaters, im Gartensaal das Naturhistorische Museum, im 2. Obergeschoss Institute der Technischen Hochschule Braunschweig, im Südflügel, wohl im 2. Obergeschoss, eine Galerie für Moderne Kunst (gegründet von Otto Ralfs), Teile der Öffentlichen Bücherei und die Landessteuerstelle. Vor dem Schloss fanden 1931 die Aufmärsche beim großen Gautreffen der Nationalsozialisten und ihrer Kampfverbände SA und SS vor ihrem Führer Adolf Hitler statt. Nach Auslagerung dieser Landesfunktionen ab Sommer 1934 und entsprechendem Innenumbau beherbergte das Gebäude ab dem 29. Juni 1935 eine der im nationalsozialistischen Deutschland geschaffenen SS-Junkerschulen zur militärischen und ideologischen Ausbildung bzw. Schulung späterer SS-Offiziere.

### Beschädigung und Abriss

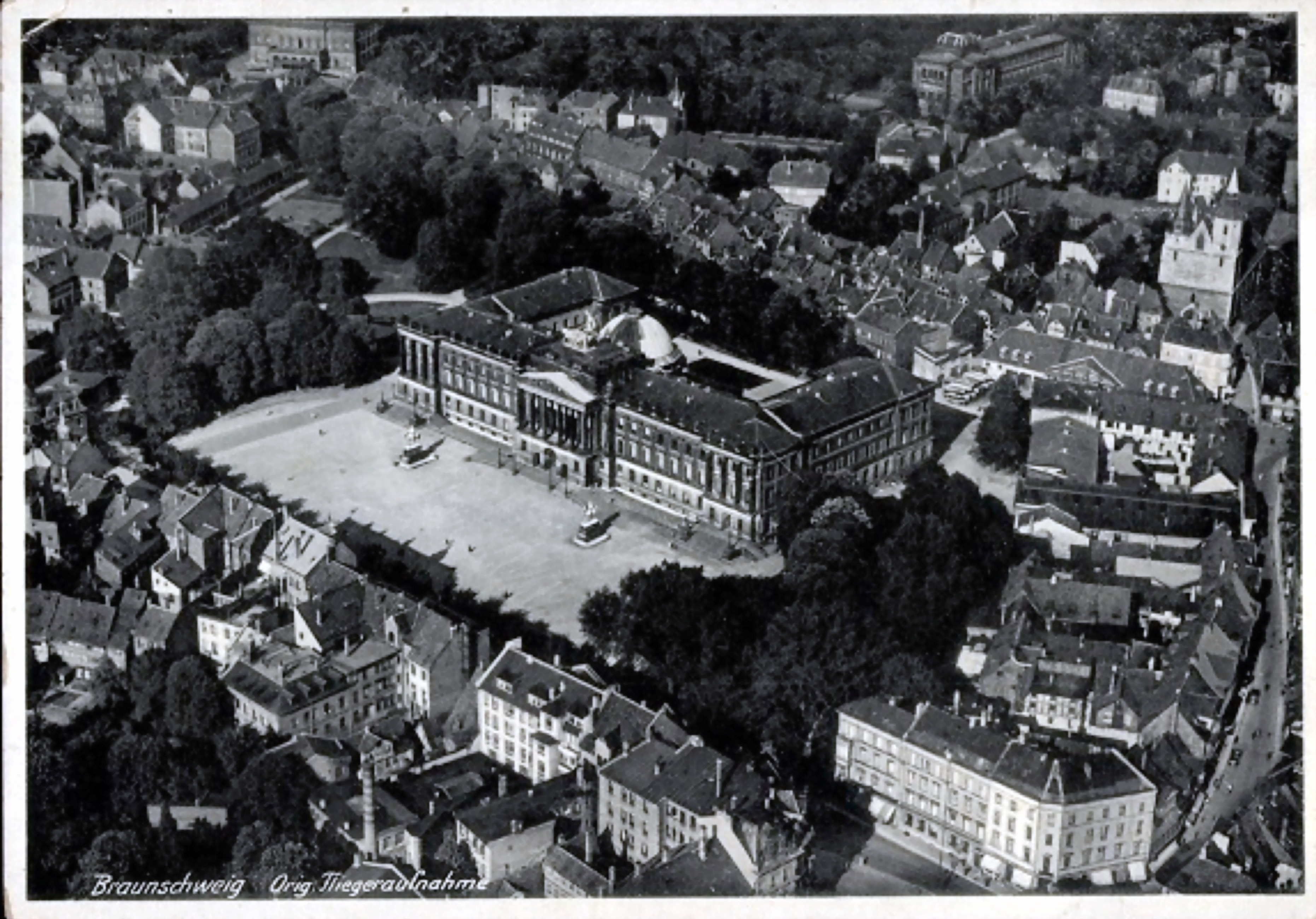
Luftbild des Braunschweiger Schlosses, 1936

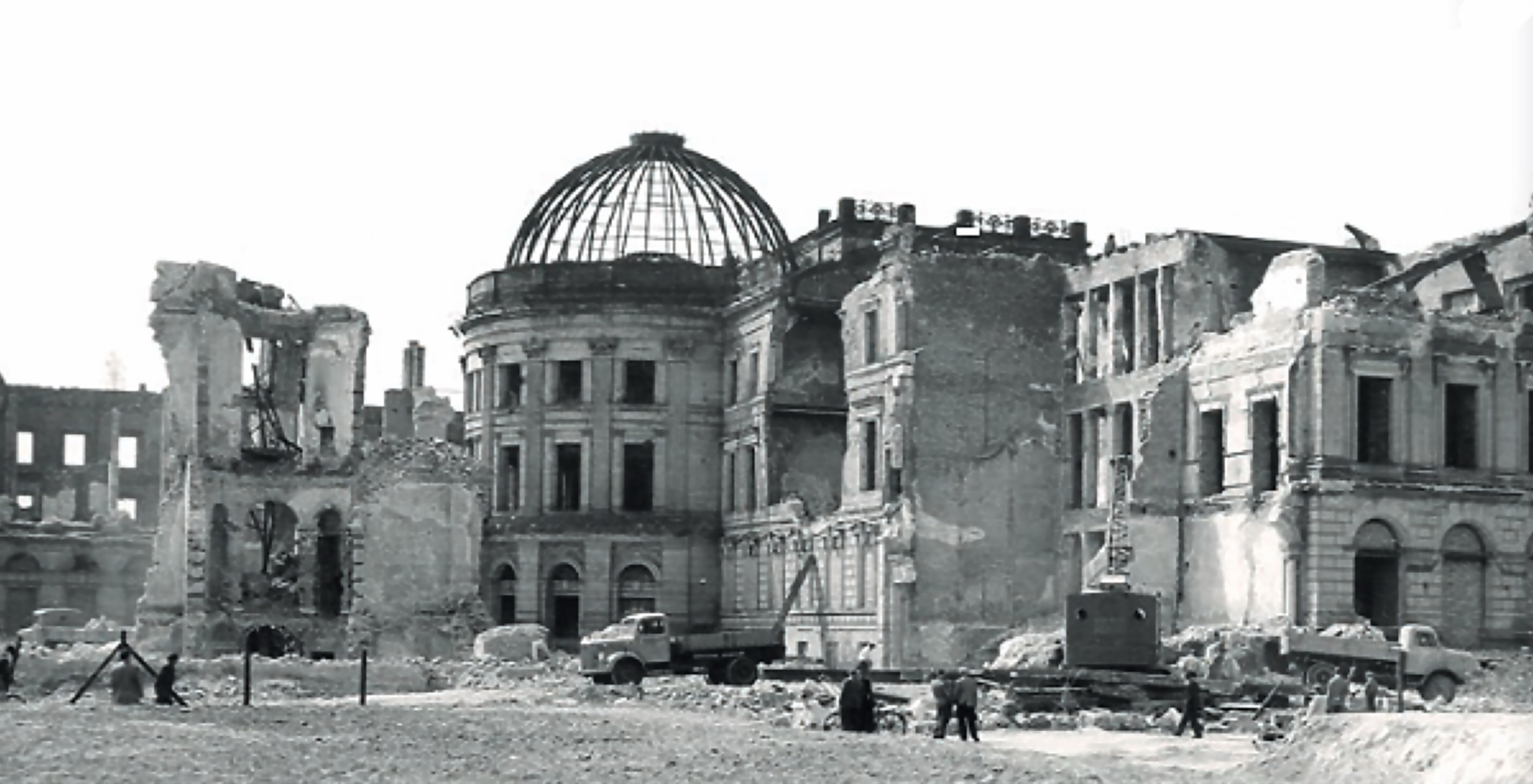
Abriss des Braunschweiger Schlosses, im Sommer 1960

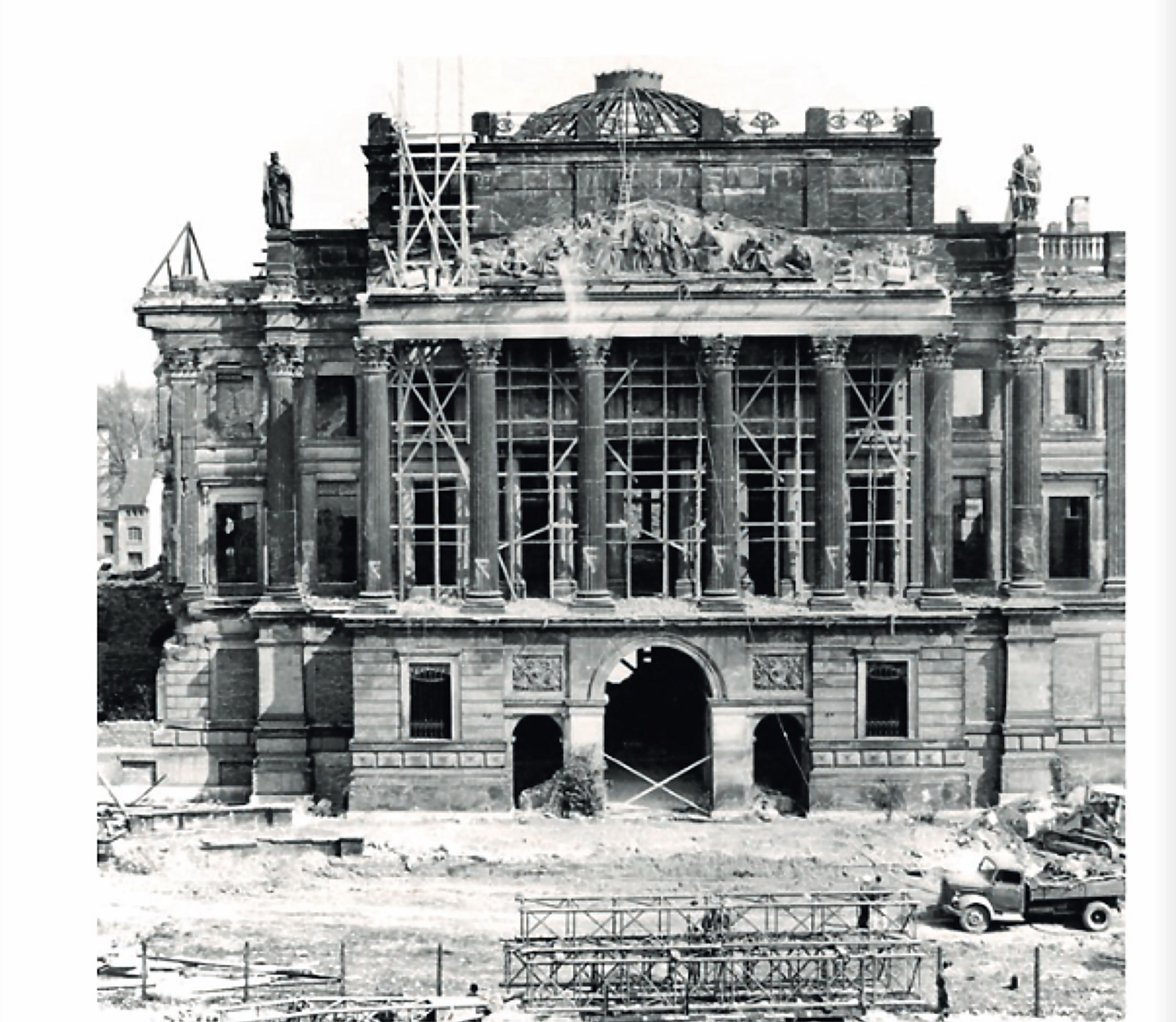
Abrissarbeiten am Portal des Braunschweiger Schlosses, 1960

Während des Zweiten Weltkrieges wurde das Schloss mehrfach bei alliierten Bombenangriffen schwer beschädigt. Nach Ende des Krieges gab es keine Sicherung des Gebäudes gegen Wettereinflüsse, lediglich das Gelände war umzäunt. 1955 übereignete das neu gegründete Bundesland Niedersachsen als Rechtsnachfolger des Landes Braunschweig die Schlossruine an die Stadt Braunschweig, und zwar mit der Auflage, sie entweder binnen fünf Jahren wieder instand zu setzen oder abreißen zu lassen. Große Teile der Braunschweiger Bevölkerung waren für den Wiederaufbau; so gab es bereits recht detaillierte Pläne, das Schloss zu einer Stadthalle mit Kinos und Restaurants umzubauen. Aufgrund der Situation im Nachkriegs-Braunschweig (Trümmerräumung noch nicht abgeschlossen, begrenzte Finanzmittel, fehlende Wohnungen, Verlegung und Neubau des Hauptbahnhofes) wurden lediglich Sicherungsmaßnahmen an der Bausubstanz des Schlosses durchgeführt, weitergehende Maßnahmen aber mit dem Hinweis auf Geldmangel nicht eingeleitet. Am 21. Dezember 1959 gelang es schließlich der in Braunschweig mit absoluter Mehrheit regierenden SPD unter Führung der damaligen Oberbürgermeisterin Martha Fuchs, mit einer Mehrheit von zwei Stimmen die Entscheidung des Rates der Stadt Braunschweig für den Abriss des Braunschweiger Schlosses herbeizuführen.
Eine Bürgerinitiative sammelte Unterschriften gegen den Abriss. Gegen den Abriss protestierten Denkmalpfleger (Kurt Seeleke, Oskar Karpa), der Braunschweigische Landesverein, einige Professoren der Fakultät für Bauwesen der Technischen Hochschule Braunschweig, die Kunstgeschichtliche Gesellschaft aus Hannover, die Koldewey-Gesellschaft, die Akademie der Künste der DDR und zahlreiche Persönlichkeiten, darunter Viktoria Luise von Preußen. Diese Proteste blieben jedoch erfolglos. Die Abrissarbeiten begannen am 18. März 1960 trotz fortdauernder Proteste aus der Bevölkerung und trotz der in den Jahren 1959/60 angefertigten Gutachten der damaligen Professoren Klaus Pieper, Karl Kordina und Konrad Hecht der TH Braunschweig, die festgestellt hatten, dass die Ruine wieder aufgebaut werden könnte". Höhepunkt der Proteste war eine von dem Unternehmer Richard Borek (1911–1993) initiierte Demonstration am 23. April 1960. Ende Juli 1960 war der Abriss vollzogen, der auch noch Jahrzehnte später als „ideologisch motivierte Barbarei“ bezeichnet wurde. Diese Maßnahme war in Westdeutschland ein einmaliger Vorgang, der in der deutschen Nachkriegszeit nur in diversen Schlossruinenabbrüchen durch die Staats- und Parteiführung der DDR seine Parallelen hat. Auf der so entstandenen Brache wurde von 1961 bis 1963 der Schlosspark angelegt. Die Trümmerbeseitigung verzögerte sich wegen der Güte des Mauerwerks bis Mitte August. Gutachten wurden damit bestätigt, die auf gut zwei Drittel wiederaufbaubare Bausubstanz der Schlossruine hingewiesen hatten. An der Stelle des abgerissenen Gebäudes wurde von 1961 bis 1963 der Schlosspark erweitert.
Bei den Abrissarbeiten wurde als Zeichen des guten Willens gegenüber den Abrissgegnern der Portikus, das Triumphtor sowie die Säulenquartette der Eckrisalite – im Gegensatz zu den übrigen Schlossflügeln – nicht abgerissen und zerkleinert, sondern, wie heute an den Steinen noch sichtbar, relativ schonungslos zerlegt. Herausragende Teile wie die Figuren des Giebelfeldes wurden auf dem städtischen Bauhof an der Ludwigsstraße, in der ehemaligen Heinrich-der-Löwe-Kaserne und später auch auf dem Areal des Braunschweigischen Landesmuseum Hinter Ägidien verwahrt. Vier Säulenkapitelle wurden 1974 in einem Wasserbecken im späteren Schlosspark aufgestellt. Der Rest des Portikus wurde per LKW auf das spätere, hier ab 1967 eingerichtete Gelände des Kleingartenvereins Holzenkamp am Madamenweg transportiert, dort abgekippt und von 1960 bis 2004 in einer 45 mal 30 Meter großen Tongrube vergraben. Der genaue Ort konnte im Rahmen des geplanten Wiederaufbaus mit Hilfe zweier Zeichnungen wieder aufgefunden werden, die von der Stadt angefertigt worden waren. Die auf dem Schlossplatz befindlichen Reiterstatuen zu Ehren von Herzog Carl Wilhelm Ferdinand und Herzog Friedrich Wilhelm blieben erhalten und wurden an den Löwenwall versetzt. Viele Braunschweiger empfanden den Abriss des Schlosses als Verlust von Identität. Befürworter des Abrisses, etwa Martha Fuchs, sahen im Schloss eine Machtdemonstration der ehemals herrschenden Welfen, welche die Stadt nach mehreren gescheiterten Versuchen 1671 gegen hartnäckigen Widerstand der Bürgerschaft erobert hatten und als Residenz zentral ein dominierendes Gebäude errichten ließen.
Nach Beendigung der Abrissarbeiten wurde auf dem Gelände des Schlosses und dem danebenliegenden Schlossgarten der Schlosspark angelegt, der ab 1963 als öffentlicher Park genutzt wurde. In seiner südlichen Hälfte befand sich ein großer Parkplatz und mit der Ruine der Schlossremise der letzte Teil des Schlossareals. 1967 wurde auch dieser Rest beseitigt. Der Schlosspark wurde 1973/1974 auf knapp vier Hektar Fläche erweitert und bekam 1976 mit dem Bau der Horten-Tiefgarage und dem Straßendurchbruch Georg-Eckert-Straße seinen typischen Grundriss. Der Schlosspark bot neben Kinderspielplätzen auch eine kleine Lesehalle, später genutzt als Eiscafé, eine Außenschachfläche sowie die Möglichkeit, mitten in der Innenstadt im Grünen zu sein. In den letzten zehn Jahren vor seiner Beseitigung entstand in einigen Teilen des Parks zunehmend eine Drogenszene.

## Dritter Bau (seit 2007)

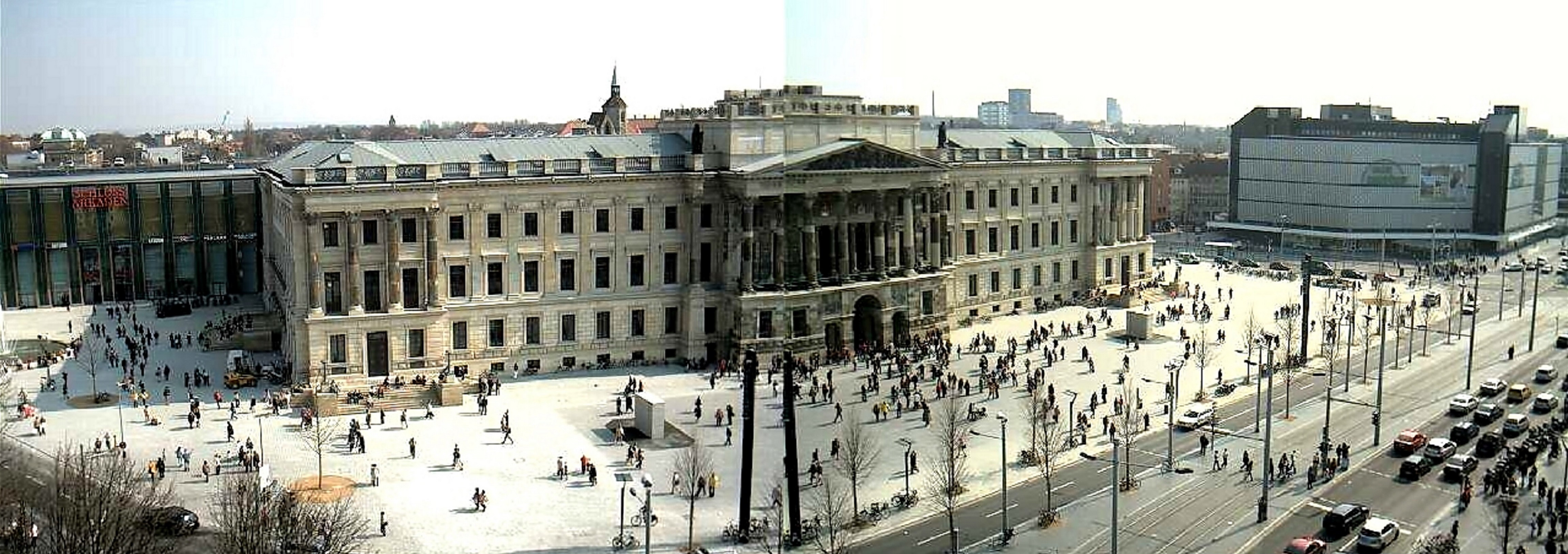
Fassade des ehemaligen Residenzschlosses vor der ECE-Mall (links), Horten-Bau hinten rechts

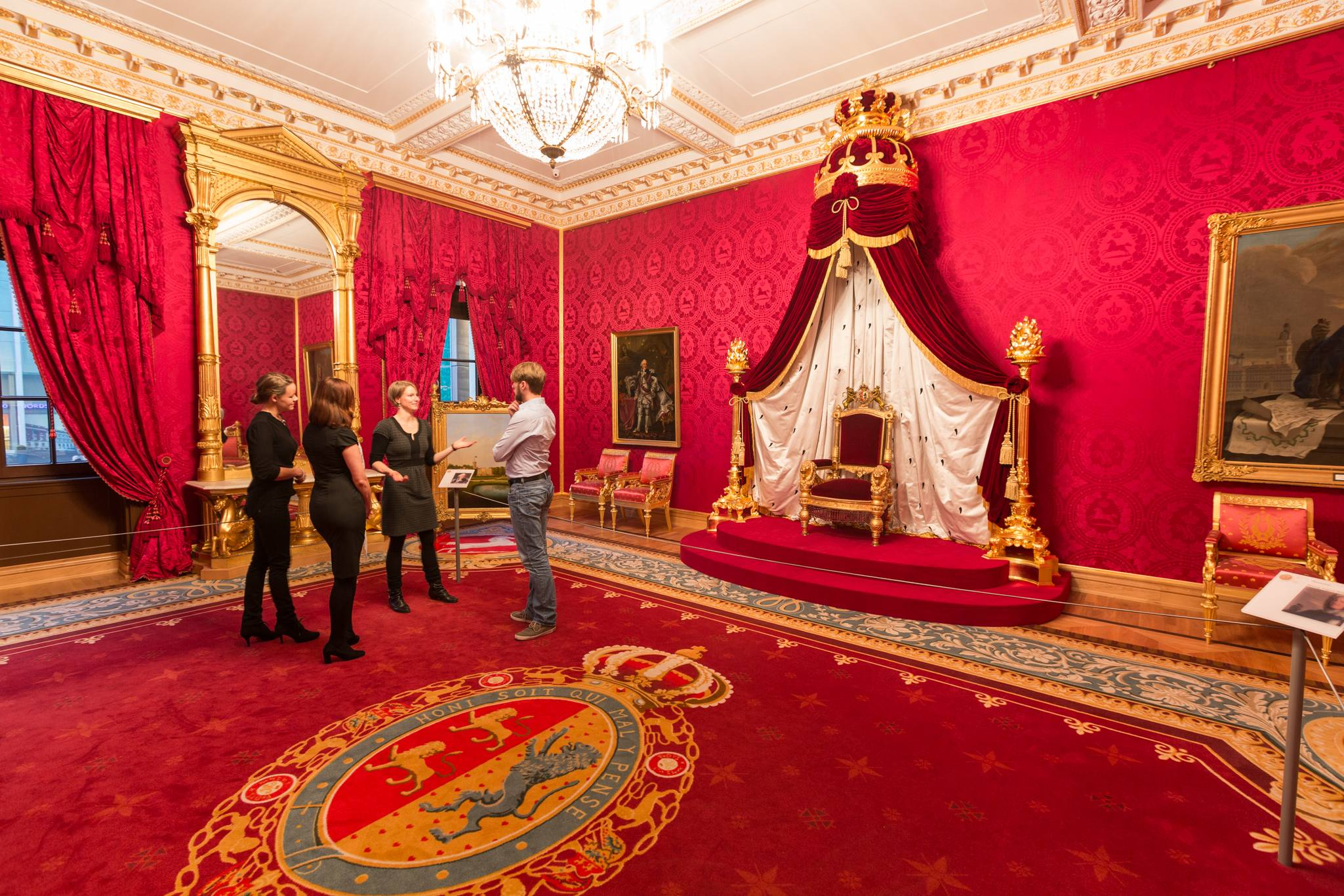
Rekonstruierter Thronsaal im Schlossmuseum

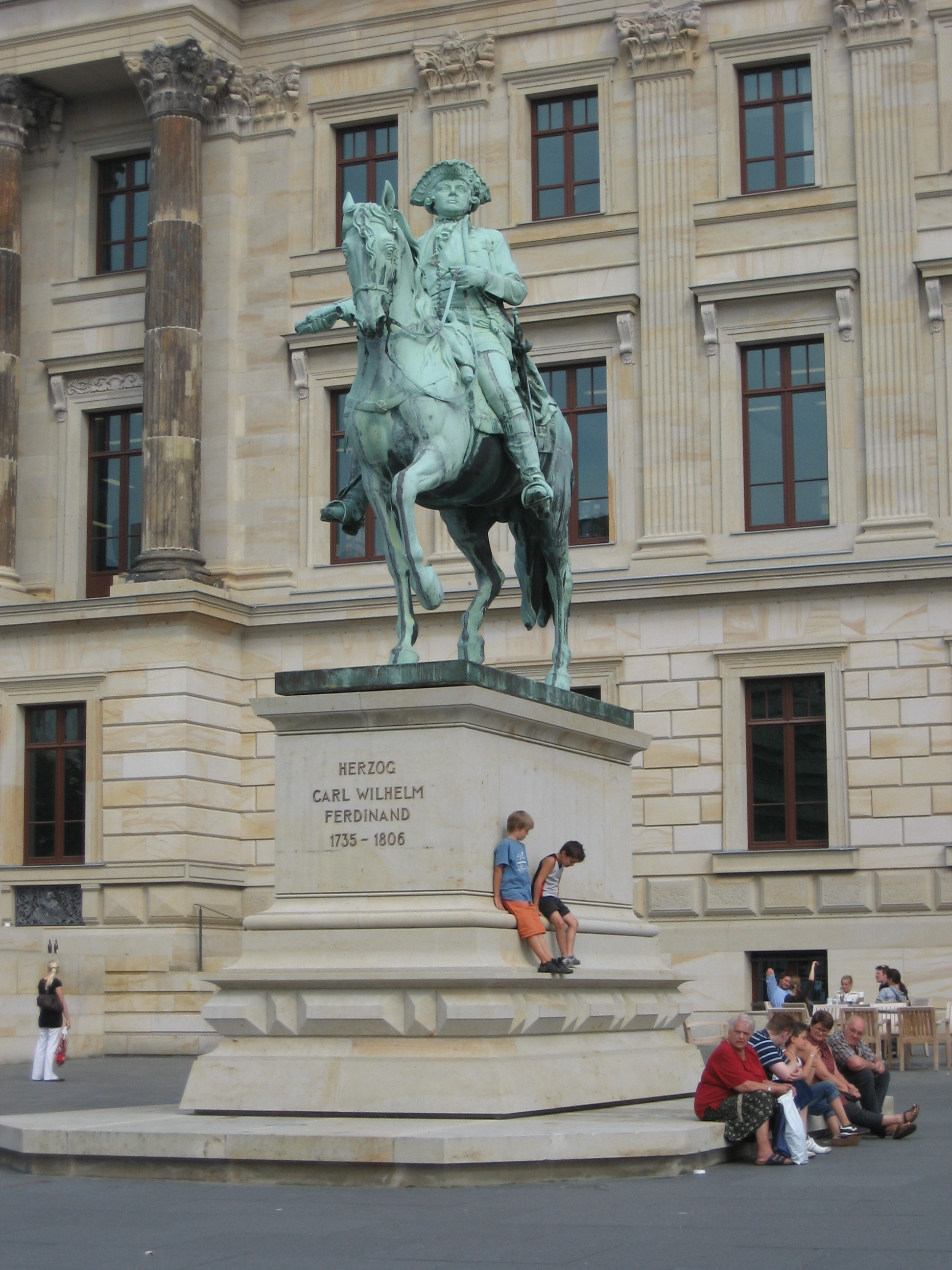
Reiterstandbild Herzog Carl Wilhelm Ferdinand

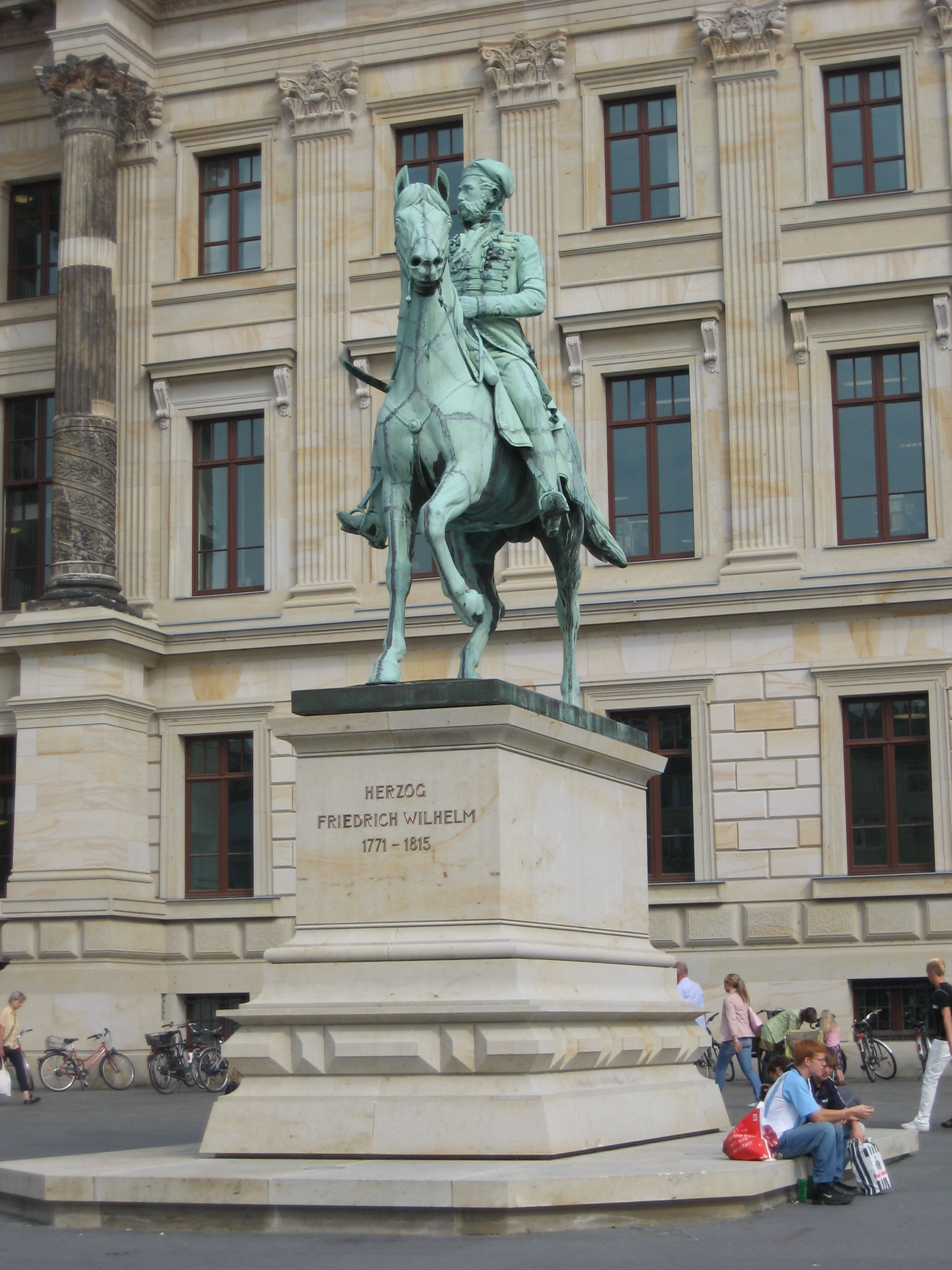
Reiterstandbild Herzog Friedrich Wilhelm

Am 5. Juli 2004 beschloss der Rat der Stadt Braunschweig mit einer Stimme Mehrheit den Verkauf des rund 25.000 Quadratmeter großen Grundstücks an den Hamburger Großinvestor ECE Projektmanagement. Ziel war die Errichtung eines Einkaufszentrums, der „Schloss-Arkaden“, auf dem Schlossparkgelände, die weitgehende Rekonstruktion der Fassade des Ottmer-Baus unter Verwendung von Spolien und die Einrichtung von kulturell nutzbaren Räumen als Teil des Schlossneubaus. ECE Projektmanagement zahlte der Stadt Braunschweig für das Grundstück rund 35 Millionen Euro, von denen die Stadt rund elf Millionen Euro für den Bau der Fassade aufwendete. Wie schon vor dem Abriss des Schlosses kam es auch im Vorfeld dieser Entscheidung sowie im Anschluss daran zu zahlreichen Protesten von Teilen der Bevölkerung, Bürgerinitiativen und Einzelhändlern, die zum einen die bevorstehende Zerstörung des Schlossparks kritisierten und zum anderen eine Verödung der Innenstadt auf Kosten ortsansässiger Unternehmen befürchteten. Auch von der überregionalen Presse und der architektonischen Fachpresse wurde das Projekt eher kritisch gesehen, sogar von „Disneylandisierung“ war angesichts der außen vorgebauten Fassade und der untypischen Nutzung die Rede.
Ende 2003 votierte das Preisgericht einstimmig für den Entwurf des Büros Grazioli und Muthesius (Zürich/Berlin). "Der Preisträger hat eine beliebige austauschbare Kommerzarchitektur vermieden" lobte Braunschweigs Stadtbaurat Wolfgang Zwafelink... bei der Bekanntgabe des Ergebnisses und Braunschweigs Oberbürgermeister Gert Hoffmann war "extrem zufrieden" und auch "erleichtert". Es sollte in jedem Fall der Eindruck vermieden werden, hier entsteht billige Kaufhausarchitektur mit vorgesetzter Schlossattrappe. Diese Befürchtung hat sich jetzt erledigt, das müssen auch Gegner einräumen" kommentierte er" das Wettbewerbsergebnis.
Diese Einschätzung wurde jedoch nicht von allen geteilt. Noch am 18. Mai 2005 wurden die durch Baumfällung und Rodung des gesamten Parkgrüns begonnenen Bauarbeiten durch Proteste begleitet. In der Nacht zuvor war ein Bauzaun um das gesamte Gelände gezogen worden.
Der erste Spatenstich fand am 13. Juli 2005 statt. Die feierliche Grundsteinlegung folgte am 2. November 2005. Das Richtfest war am 27. Juni 2006. Am 26. August 2006 wurden Portikus und Westfassade unter großer Anteilnahme der Öffentlichkeit feierlich eingeweiht. Am 29. März 2007 wurde das Einkaufszentrum „Schloss-Arkaden“ eröffnet. Am 6. Mai 2007 wurden das Residenzschloss und seine Kultureinrichtungen mit einem Volksfest der Öffentlichkeit übergeben. Das neue Schloss entstand am historischen Ort, es musste jedoch um einige Meter vom ursprünglichen Standort nach Norden verschoben werden, weil sonst eine Gebäudeecke des Schlosses zu dicht an der Georg-Eckert-Straße gestanden hätte. Die dreiflügelige Form mit fünf Hauptfassaden entspricht weitgehend dem Ottmer-Schloss. Nur im überdachten Innenhof und halben Erdgeschoss ragt das Einkaufszentrum in den Schlosskörper. Als eigenständiger Baukörper setzt es sich nach Norden in einem modernen Geschäftshaus fort. 80 Prozent der Grundfläche der Schlossrekonstruktion sind von der Stadt angemietet und werden kulturell genutzt, unter anderem als Stadtbibliothek und Schlossmuseum. Eine Verbindung der Baukörper findet im Innenhof des Schlosses statt, wo sich die dreiseitige Ladenzone zur Hälfte in den Schlossbaukörper schiebt. Die ursprünglichen Ausmaße des Innenhofs und die Verschränkung der Baukörper lassen sich oberhalb des Glasdachs des Innenhofs feststellen. Schloss und Schloss-Arkaden sind jeweils auf den Ostseiten der Schlossseitenflügel durch kurze Übergangsfassaden verbunden. Es fehlt die vormalige Schlossrückseite mit der charakteristischen Rotunde. Auf der Ostseite an der Nahtstelle zum Center wurden Nord- und Südflügel durch zwei schmale, angedeutete Ostfassaden ergänzt, um die Eigenständigkeit des Schlossgebäudes gegenüber dem Center zu betonen.
Grundlage der Planungsarbeiten waren etwa 60 Pläne des Schlossbaus von 1833/1835 aus dem Baubüro Carl Theodor Ottmer sowie zahlreiche historische Fotos und Schlossansichtskarten. 650 Altsteine, die an verschiedenen Orten in der Stadt, zum Teil auch von Privatpersonen gelagert worden waren, wurden nach Abbruchplänen von 1960 wieder verbaut. Im Mitteltrakt mit Portikus und Triumphtor liegt der Altsteinanteil bei etwa 90 Prozent, bei den Eckrisaliten bei rund 50 Prozent. Die neue Schlossfassade wurde wie die alte als eine selbsttragende Konstruktion vor einem Kern aufgemauert: nun vor einem Betonkern, 1833 war es ein Ziegelmauerkern; wie damals durch Eisenanker – heute aus Edelstahl – mit dem Kern gegen Abkippen verbunden. Zahlreiche Altsteine konnten nicht verbaut werden, da sie beschädigt waren. Sie wurden während der Bauzeit nach Querum gebracht, wo sie bis heute lagern. Der Schlossneubau wird weiterhin „Schloss“ bzw. „Residenzschloss“ genannt. Insgesamt bietet er 16.500 Quadratmeter Nutzfläche, von denen 13.300 Quadratmeter von der Stadt für kulturelle Zwecke genutzt werden. Die vermietbare Fläche des Gesamtgebäudes beträgt 55.481 Quadratmeter, die Verkaufsfläche des Einkaufszentrums 34.491 Quadratmeter. Dazu kommen 7.263 Quadratmeter vermietbare Nebenflächen im Bereich des Einkaufszentrums. Die Einzelhandelsgeschäfte und Gastronomiebetriebe befinden sich im Vestibül, im überdachten früheren Innenhof und im modernen Anbau an der Rückseite des Schlosses. Das Einkaufszentrum umfasst, auf drei Ebenen verteilt, etwa 150 Geschäfte sowie 20 Gastronomiebetriebe.
Die Schlossfassade misst 116 Meter in der Breite und 20,9 Meter in der Höhe (im Mittelteil höher), die zwei Seitenflügel sind je 60 Meter lang. Die neuen Werksteine bestehen aus Reinhardtsdorfer Sandstein aus Sachsen und teilweise aus Hohenzollernpark-Sandstein aus Polen. Der Portikus und die Eckrisalite bestehen dagegen größtenteils aus Originalelementen des Ottmer-Baus. Der Portikus stellt als Haupteingang den Zugang zum Einkaufszentrum dar, während die Eckrisalite zum Kulturzentrum führen. Insgesamt 13.300 Quadratmeter des Schlosses wurden von der Stadt für kulturelle Zwecke für 1,2 Millionen Euro jährlich auf 30 Jahre angemietet. Im Gebäude haben wie bereits in den 1920er und 1930er Jahren nun wieder die Stadtbibliothek und das Schlossmuseum ihren Sitz. Außerdem sind das Stadtarchiv und das Kulturdezernat der Stadt Braunschweig darin untergebracht. Im sogenannten Roten Saal im Nordflügel des Schlosses finden regelmäßig kulturelle Veranstaltungen statt. Am 6. Mai 2007 wurde das Residenzschloss offiziell der Öffentlichkeit übergeben. Die endgültige Möblierung der Räume und der Umzug der städtischen Institutionen erfolgte ab dem 14. Mai 2007. Am 23. Juni 2007 fand die offizielle Eröffnung der Kultureinrichtungen statt. Die vor dem Schloss aufgestellten, im Krieg beschädigten, mehrfach restaurierten Reiterstandbilder aus den Jahren 1869/74, die die Herzöge Karl Wilhelm Ferdinand und Friedrich Wilhelm zeigen, waren Anfang der 1970er Jahre an die Kurt-Schumacher-Straße am Südende des Löwenwalls versetzt worden. Seit dem 3. Juli 2007 befinden sie sich wieder an ihrem ursprünglichen Standort vor dem Residenzschloss.
Im Jahr 2009 wurde das rekonstruierte Schloss mit dem Peter-Joseph-Krahe-Preis für Architektur ausgezeichnet. 2010 wurden das Schloss und die Schloss-Arkaden für rund 250 Millionen Euro von der Credit Suisse an die Deka Immobilien verkauft. Im April 2011 wurde im linken Seitenflügel in Anwesenheit von Heinrich Prinz von Hannover das Schlossmuseum der Öffentlichkeit übergeben. Es zeigt in zehn Räumen originale Ausstattungsstücke aus der alten Residenz, die die Hofappartements aus der Zeit des Schlossbauherrn Herzog Wilhelm von Braunschweig zwischen 1840 und 1870 widerspiegeln. Die Kosten für die Einrichtung des Museums lagen bei knapp drei Millionen Euro. Trägerin des Museums ist die im Juli 2010 gegründete „Stiftung Residenzschloss Braunschweig“.

## Quadriga

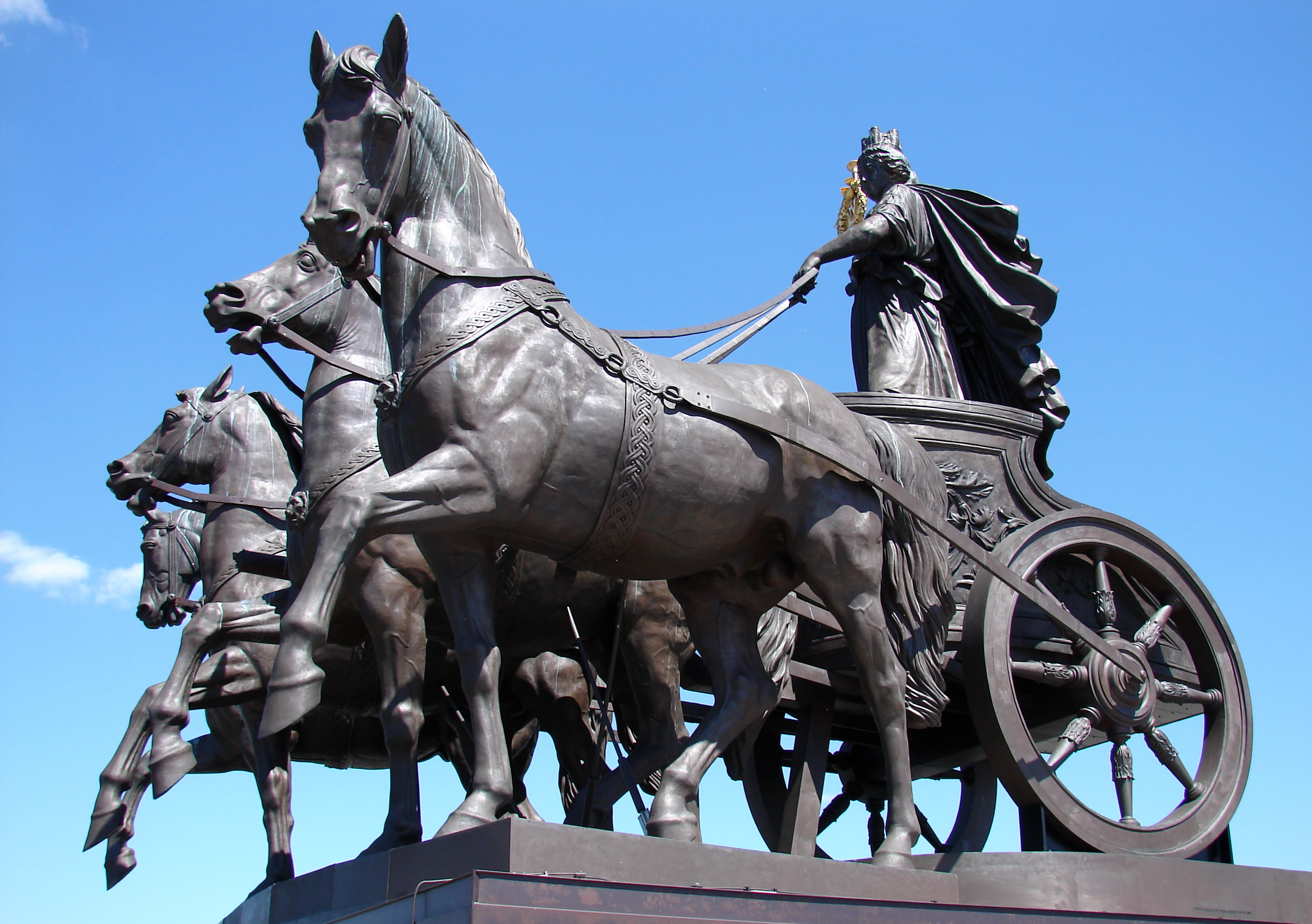
Quadriga auf dem Schloss

Oberhalb des Mittelrisalits befindet sich die Braunschweiger Quadriga mit der Brunonia, der Stadt- und Landespatronin von Braunschweig, entsprechend des Entwurfs von Carl Theodor Ottmer. Die erste Figurengruppe mit 9,80 m Höhe war ab 1855 vom sächsischen Bildhauer Ernst Rietschel und vom Braunschweiger Erzgießer Georg Howaldt geschaffen worden. Sie hatte nur vom 21. November 1863 bis zum Schlossbrand am 23. Februar 1865 Bestand. Die zweite Quadriga von 8,30 m Höhe, und damit niedriger als die erste Gruppe, war langlebiger: Sie existierte vom Herbst 1868 bis zum Anfang der 1950er Jahre. Sie war die einzige Quadriga in Deutschland, die den Zweiten Weltkrieg fast unversehrt überstanden hatte, obwohl keinerlei Maßnahmen zu ihrem Schutz während des Krieges ergriffen worden waren. Erst nach Kriegsende wurde sie durch Buntmetalldiebe zerstört. Ihre Reste, die alle Formen vorzeichnenden eisernen Skelettrahmen, wurden 1960 beim Abriss des Schlosses verschrottet. Im Zuge des Wiederaufbaus entstand in den Jahren 2006 bis 2008 die dritte Quadriga auf Grundlage eines Originalmodells Rietschels, das im Dresdner Albertinum im Maßstab 1:3 erhalten geblieben war. Sie wurde in der Gießerei DBA Emil Kosicki in Komorniki bei Posen gegossen und ist 9,5 Meter hoch. Ein zur Geschichte der Quadriga und Schloss reich bebilderter Aufgang rechts am Portikus ermöglicht den Besuch der Quadriga auf der Plattform und die Aussicht auf die Stadt. Mit der Quadriga erreicht das Schloss eine Höhe von rund 37 Metern. Die feierliche Enthüllung der dritten Quadriga fand am 23. Oktober 2008 statt.